# Saison 2009 des surfeurs européens
Cet article suit l'évolution des surfeurs européens dans les différentes disciplines.

## WCT
Sept surfeurs européens participent à ASP World Tour 2009. 
Seuls les 8 meilleurs résultats sont pris en compte. 
| Rang | Nom            | Pays        | Points | 1  | 2  | 3  | 4  | 5  | 6  | 7  | 8   | 9   | 10  | Remarques |
| 19   | Michel Bourez  | France      | 3612   | 33 | 17 | 33 | 17 | 9  | 5  | 9  | 17  | 33  | 33  | 2e Rookie |
| 24   | Tiago Pires    | Portugal    | 3376   | 17 | 17 | 33 | 17 | 33 | 17 | 3  | 17  | 33  | 33  |           |
| 25   | Jérémy Florès  | France      | 3290   | 9  | 17 | 17 | 9  | 17 | 17 | 33 | Inj | Inj | Inj |           |
| 30   | Tim Boal       | France      | 3100   | 17 | 17 | 17 | 17 | 33 | 17 | 9  | 33  | 33  | 33  |           |
| 36   | Mikael Picon   | France      | 2910   | 33 | 33 | 33 | 17 | 17 | 17 | 33 | 17  | 17  | 17  |           |
| 39   | Aritz Aranburu | Pays basque | 2821   | 33 | 33 | 3  | 33 | 33 | 33 | 17 | 17  | 33  | 33  |           |
| 44   | Marlon Lipke   | Allemagne   | 2170   | 33 | 33 | 17 | 33 | 33 | 33 | 33 | 33  | 17  | Inj |           |

Légende : Fond vert, les surfeurs requalifiés pour 2010.
(en italique : places non comptabilisées) .

## WQS Hommes
Nombreux Européens.
Classement au 06/09/2009 après 28 épreuves (Zarautz). 

Seuls les 7 meilleurs résultats sont pris en compte.
Les 15 premiers accèdent au WCT en remplacement des 15 derniers du WCT.
| Classement | Évolution       | Nom               | Pays                | Points | 1    | 2    | 3    | 4    | 5    | 6    | 7    | Remarques |
| ---------- | --------------- | ----------------- | ------------------- | ------ | ---- | ---- | ---- | ---- | ---- | ---- | ---- | --------- |
| 7          | Pas d'évolution | Joan Duru         | France              | 12050  | 2625 | 2500 | 1500 | 1375 | 1375 | 1375 | 1300 | Junior    |
| 16         | (17)            | Glenn Hall        | Irlande             | 10075  | 2275 | 1575 | 1500 | 1500 | 1225 | 1125 | 875  |           |
| 19         | (26)            | Gony Zubizarreta  | Espagne             | 9951   | 2000 | 1625 | 1575 | 1375 | 1138 | 1138 | 1100 |           |
| 27         | (31)            | Romain Cloître    | France              | 9238   | 2275 | 1875 | 1375 | 1125 | 1100 | 788  | 700  | Junior    |
| 30         | (29)            | Jonathan Gonzales | Espagne             | 8975   | 1925 | 1575 | 1375 | 1225 | 1125 | 875  | 875  |           |
| 33         | (36)            | Aritz Aranburu    | Pays basque         | 8600   | 1925 | 1575 | 1375 | 1100 | 875  | 875  | 875  | 36e ASP   |
| 40         | (41)            | Alain Riou        | Polynésie française | 7926   | 1925 | 1375 | 1138 | 1125 | 875  | 788  | 700  |           |
| 41         | (44)            | Hodei Collazo     | Espagne             | 7863   | 1575 | 1375 | 1138 | 1125 | 900  | 875  | 875  |           |
| 61         | (59)            | Éric Rebière      | France              | 6807   | 1975 | 1125 | 1100 | 825  | 813  | 625  | 394  |           |
| 67         | (65)            | Hugo Savalli      | La Réunion          | 6463   | 1575 | 875  | 875  | 875  | 825  | 813  | 625  |           |
| 71         | (83)            | Txaber Trojaola   | Pays basque         | 6419   | 1750 | 1138 | 875  | 875  | 650  | 625  | 506  |           |
| 73         | (71)            | Patrick Beven     | France              | 6390   | 1138 | 1125 | 900  | 813  | 813  | 813  | 788  |           |
| 79         | (76)            | Christophe Allary | La Réunion          | 6176   | 2275 | 788  | 650  | 650  | 625  | 625  | 563  |           |
| 90         | (89)            | Winter Russell    | Royaume-Uni         | 5813   | 1925 | 1100 | 813  | 625  | 525  | 450  | 375  |           |
| 94         | (105)           | Tim Boal          | France              | 5575   | 2625 | 1625 | 875  | 450  |      |      |      |           |

Légende : Fond vert, les surfeurs actuellement qualifiés pour l'ASP World Tour 2010.

## WQS Femmes
Nombreuses Européennes.
Classement au 10/04/2009 après 4 épreuves (Pipeline Women'sPro). 

Seuls les 5 meilleurs résultats sont pris en compte.
Les 7 premières accèdent au WCT en remplacement des 7 dernières du WCT.
| Classement | Évolution       | Nom                   | Pays     | Points | 1    | 2   | 3   | 4 | 5 | Remarques |
| ---------- | --------------- | --------------------- | -------- | ------ | ---- | --- | --- | - | - | --------- |
| 7          | Pas d'évolution | Amandine Sanchez      | France   | 2020   | 1500 | 320 | 200 | 0 | 0 |           |
| 8          | (9)             | Lee-Ann Curren        | France   | 2000   | 1600 | 400 | 0   | 0 | 0 |           |
| 26         | (22)            | Pauline Ado           | France   | 1300   | 1300 | 0   | 0   | 0 | 0 |           |
| 34         | (30)            | Franscica Santos      | Portugal | 1200   | 1200 | 0   | 0   | 0 | 0 |           |
| 40         | (34)            | Caroline Sarran       | France   | 1000   | 1000 | 0   | 0   | 0 | 0 |           |
| 45         | (49)            | Joana Rocha           | Portugal | 965    | 500  | 305 | 160 | 0 | 0 |           |
| 53         | (50)            | Anne-Cécile Le Tallec | France   | 800    | 600  | 200 | 0   | 0 | 0 |           |

Légende : Fond vert, les surfeuses actuellement qualifiées pour l'ASP World Tour 2010.